# All in the Family
«All in the Family» — пісня, яку склали і написали американська ню-метал-група Korn і вокаліст Limp Bizkit Фред Дерст. Демоверсія пісні вийшла як радіотізер, незадовго до виходу «Got the Life», першого синглу з альбому Follow The Leader.

## Музика та структура пісні
Трек являє собою репкор, із запрошеним як другим вокалістом, лідером Limp Bizkit  Фредом Дерстом. Пісня побудована у вигляді словесної дуелі між лідерами двох груп, з елементами хіп-хопу, спотвореними семиструнними гітарами і фірмовим басовим звучанням  Філді.